# New Life (Album)

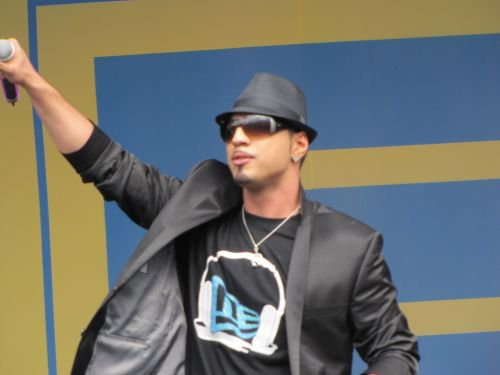
Der Interpret Mehrzad Marashi

New Life ist das Debütalbum des deutschen Sängers Mehrzad Marashi. Es wurde am 11. Juni 2010 veröffentlicht. Der Titel des Albums bezieht sich auf sein neues Leben, welches sich nach seinem Sieg bei Deutschland sucht den Superstar sehr verändert hat.

## Lieder
Das Album beinhaltet sowohl Marashis Nummer-1-Hit und Siegersong der siebten DSDS-Staffel Don’t Believe als auch die Single Sweat (A La La La La Long), welche er mit Mark Medlock zusammen singt. Neben den beiden Liedern, die als Singles schon herausgekommen sind, beinhaltet das Album noch 10 weitere Songs. Bis auf den Cover-Song "Sweat" von Inner Circle wurden die Lieder von Dieter Bohlen komponiert.

## Titelliste
1. Don’t Believe (Single-Version) 3:28
2. Everytime You Go Away 4:24
3. Roodie Roodie 3:30
4. You’re My Heart 3:58
5. Sweat (A La La La La Long) (mit Mark Medlock) 3:49
6. You’re the One 3:38
7. Please Don’t Go 3:34
8. Saturday Night 3:27
9. I Love You 3:12
10. You and I 3:27
11. As Long as You Love Me 3:58
12. Here I Stand 3:26

## Illustration
Das Coverfoto beinhaltet Marashi in dem Outfit und in der Kulisse, in welche er auch seinen Song Don’t Believe im Musikvideo verkörperte. Im grünen Anzug steht Marashi im Vordergrund. Hinter ihm sieht man die Tower Bridge.

## Kritik
„[…] Wo sich der aktuelle "Superstar", Mehrzad Marashi, in dieser Reihe einordnen wird, bleibt abzuwarten. Besonders auffällig ist sein Debüt "New Life" auf jeden Fall nicht.“

## Chartplatzierungen
Das Album New Life erreichte bei der Erstveröffentlichung den fünften Platz. In Österreich stand das Album auf einer Höchstposition von Platz 3.
Album
| ChartsChartplatzierungen | Höchstplatzierung | Wochen |
| ------------------------ | ----------------- | ------ |
| Deutschland (GfK)        | 5 (10 Wo.)        | 10     |
| Österreich (Ö3)          | 3 (10 Wo.)        | 10     |
| Schweiz (IFPI)           | 9 (8 Wo.)         | 8      |

Singles

| Jahr | Titel                      | Höchstplatzierung, Gesamtwochen, AuszeichnungChartplatzierungen (Jahr, Titel, , Platzierungen, Wochen, Auszeichnungen, Anmerkungen) | Höchstplatzierung, Gesamtwochen, AuszeichnungChartplatzierungen (Jahr, Titel, , Platzierungen, Wochen, Auszeichnungen, Anmerkungen) | Höchstplatzierung, Gesamtwochen, AuszeichnungChartplatzierungen (Jahr, Titel, , Platzierungen, Wochen, Auszeichnungen, Anmerkungen) | Anmerkungen                                                                 |
| Jahr | Titel                      | DE | AT | CH | Anmerkungen                                                                 |
| ---- | -------------------------- | --- | --- | --- | --------------------------------------------------------------------------- |
| 2010 | Don’t Believe              | DE1 Gold · (17 Wo.)DE | AT1 Gold · (13 Wo.)AT | CH1 (9 Wo.)CH | Erstveröffentlichung: 18. April 2010 Verkäufe: + 165.000                    |
| 2010 | Sweat (A La La La La Long) | DE2 (12 Wo.)DE | AT7 (10 Wo.)AT | CH16 (4 Wo.)CH | Erstveröffentlichung: 21. Mai 2010 mit Mark Medlock; Original: Inner Circle |